# Ectemnonotum univittatum
Ectemnonotum univittatum är en insektsart som beskrevs av Schmidt 1910. Ectemnonotum univittatum ingår i släktet Ectemnonotum och familjen spottstritar. Inga underarter finns listade i Catalogue of Life.